# Сабиниан (консул 517 г.)
Вижте пояснителната страница за други личности с името Сабиниан.
Флавий Анастасий Павел Проб Сабиниан Помпей Анастасий (на латински: Flavius Anastasius Paulus Probus Sabinianus Pompeus Anastasius) е византийски политик от началото на 6 век.
Вероятно е син на Флавий Сабиниан (консул 505 г.).
През 517 г. Сабиниан става консул на Изтока заедно с Флавий Агапит при Теодорих Велики в Италия.